# Will McBride

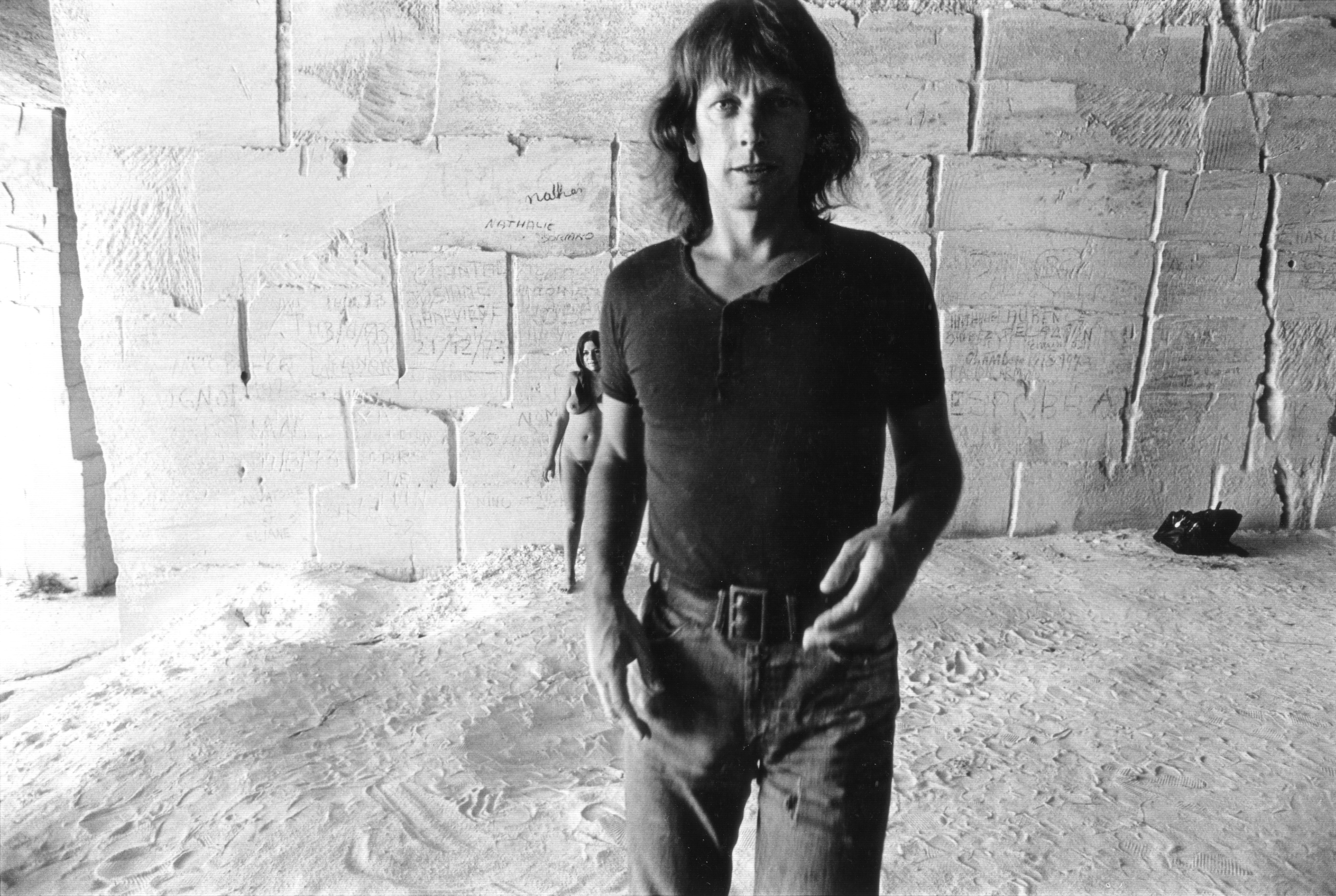
Will McBride und Modell, Südfrankreich 1975

Will McBride (* 10. Januar 1931 in St. Louis, Missouri; † 29. Januar 2015 in Berlin) war ein in Deutschland lebender US-amerikanischer Fotograf und bildender Künstler.

## Leben

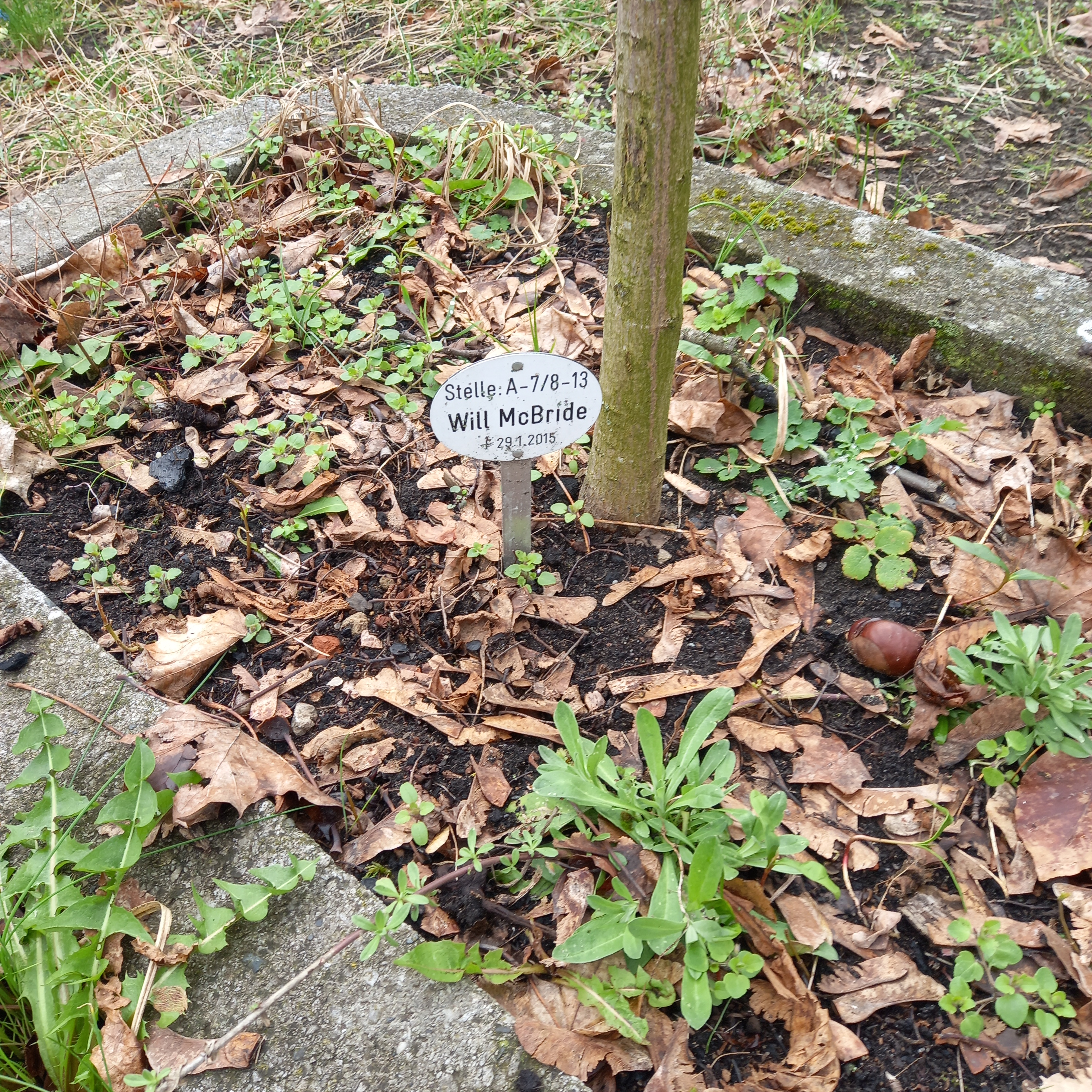
Das Grab von Will McBride auf dem Französischen Friedhof II in Berlin

McBride verbrachte seine Kindheit und Jugend in Chicago. Er studierte unter anderem von 1950 bis 1951 Malerei an der National Academy of Design und von 1951 bis 1953 Kunstgeschichte, Malerei und Illustration an der Syracuse University, beide in New York. Daneben nahm er Privatunterricht bei Norman Rockwell.
Während seines Militärdienstes in der US Army war er zwischen 1953 und 1955 in Würzburg stationiert; danach blieb er in Deutschland und studierte Philologie an der Freien Universität Berlin. Ab 1959 etablierte er sich als freischaffender Fotograf, zunächst in Berlin, ab 1961 in München. Dort gründete er 1965 auch ein eigenes Fotostudio, in dem er hauptsächlich für die Werbebranche arbeitete z. B. für die Zigarettenmarke HB und den Jeans-Hersteller Levi’s.
Ab 1959 war McBride mit Barbara Wilke verheiratet. Die beiden bekamen drei Söhne. Seine Frau verließ ihn 1969, heiratete den Gastrokritiker Wolfram Siebeck und erhielt das alleinige Sorgerecht für die Söhne. Damals war er durch Drogen und Alkohol und durch die Entdeckung seiner Homosexualität in schwere persönliche Krisen geraten. Als dann twen (s. u. Abschnitt „Werk und Bedeutung“) eingestellt wurde und 1972 sein Münchener Studio insolvent wurde, erlitt er einen Nervenzusammenbruch, der einen Sanatoriumsaufenthalt erforderte.
Von 1972 bis 1982 zog sich McBride aus dem Berufsleben zurück und lebte zusammen mit einem Freund in der Nähe von Casoli bei Camaiore in der Toskana, wo er sich mit Malerei und Bildhauerei befasste. Im Jahre 1983 eröffnete er in Frankfurt am Main ein Fotostudio, das er bis 1998 betrieb. Danach lebte McBride als freischaffender Künstler in Berlin, wo er nach eigenen Aussagen zwar noch täglich fotografierte, die Bilder jedoch ausschließlich als Material für die Malerei nutzte. Seine gemalten Bilder, oft Akte junger Männer, stießen auf wenig Interesse.
McBride wurde auf dem Französischen Friedhof II in Berlin-Mitte beigesetzt.

## Werk und Bedeutung
McBride arbeitete als Bildreporter für Illustrierte wie Quick, Brigitte, Film und Frau, Eltern, Geo, Stern, Life, Look, Playboy und Paris Match. Bekannt wurde er vor allem durch seine Fotostrecken oder Foto-Essays in Zeitschriften, allein 30 in den insgesamt 129 Ausgaben Jugendzeitschrift twen. Sein dort 1960 veröffentlichtes Porträt seiner schwangeren Frau Barbara im Profil im eng anliegenden Pulli und einer aufgeknöpften Jeans löste einen Skandal aus.

Empörung erregten auch McBrides Fotodokumentation der Geburt seines Sohnes und insbesondere sein Aufklärungsbuch Zeig mal!, das erstmals auch Sexualität von Kindern und Jugendlichen thematisierte. Das Buch mit Texten der Psychologin Helga Fleischhauer-Hardt wurde 1974 in dem der evangelischen Kirche nahestehenden Jugenddienst-Verlag (der damals bereits im Peter Hammer Verlag aufgegangen war) veröffentlicht. In den Folgejahren erschienen auch Übersetzungen ins Englische, Französische und Niederländische. Es wurde international beachtet: einerseits preisgekrönt, aber auch in seiner englischen Ausgabe in vielen Staaten der USA verboten. Der Verlag und McBride nahmen das Buch 1996 vom Markt.

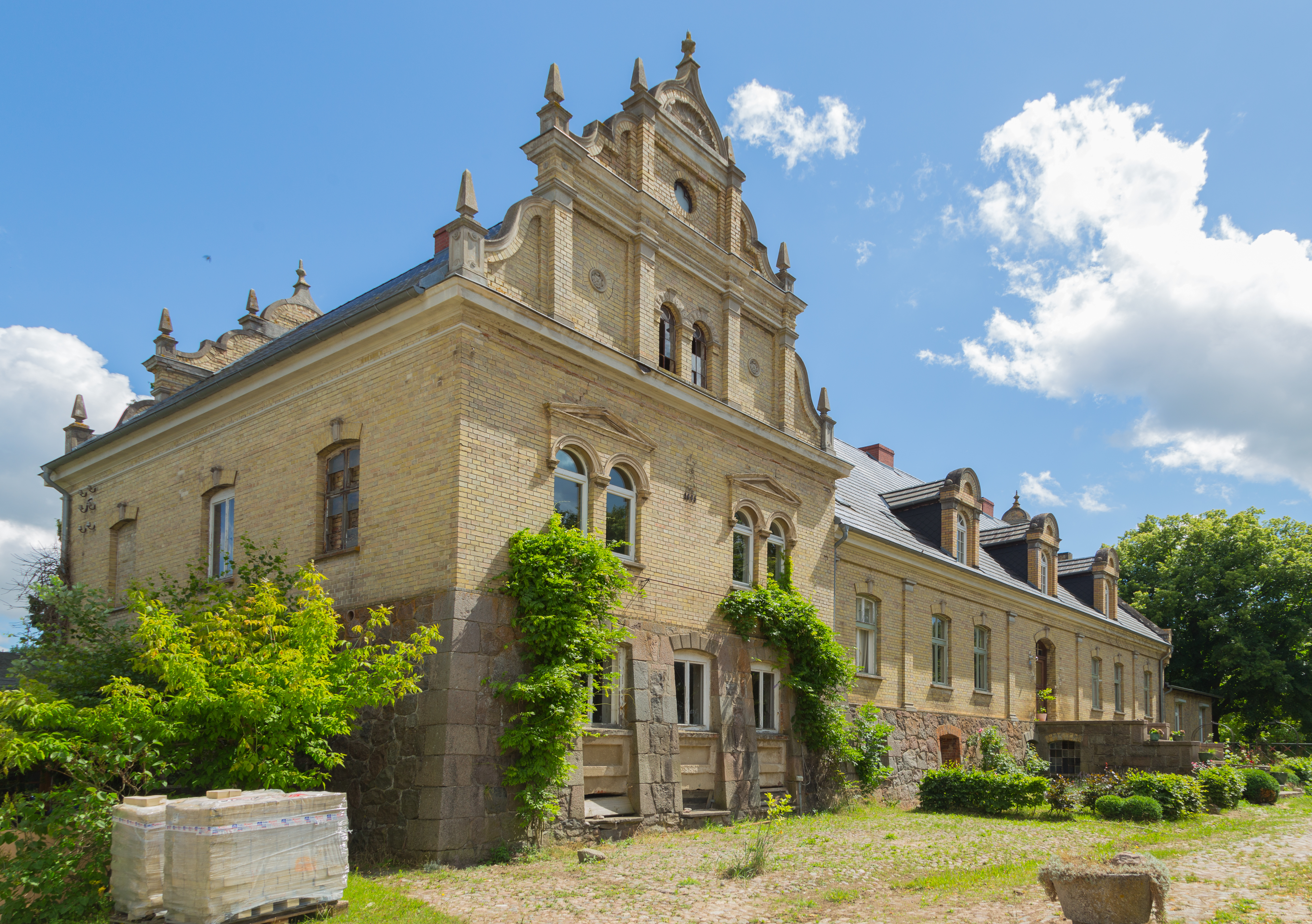
Sitz des Will-McBride-Archivs, Gutshof 9 in Bristow.

Ikonographisch ist sein Schwarzweißfoto der nackten Darsteller der deutschen Uraufführung des Musicals Hair in übereinandergestapelten Kartons von 1968.
Das Eigentum an McBrides gesamten künstlerischen Nachlass einschließlich 65 Jahren fotografischer Produktion und Korrespondenz wurde in das Will-McBride-Archiv in Bristow, Mecklenburg-Vorpommern, aufgenommen, das sein Sohn Shawn McBride in dem alten Gutshof des Dorfes eingerichtet hat.

## Preise und Auszeichnungen
2004 wurde McBride für sein „stilbildendes Lebenswerk“ mit dem Dr.-Erich-Salomon-Preis der Deutschen Gesellschaft für Photographie (DGPh) geehrt. Für sein Lebenswerk zeichnete ihn im Jahr 2011 der Deutsche Designer Club mit der Ehrenmitgliedschaft aus.

## Ausstellungen
- 1992 fand die Retrospektive Will McBride – 40 Jahre Fotografie statt, die u. a. in Frankfurt, Bonn, Hamburg und München gezeigt wurde.
- mehrere Ausstellungen in der Galerie argus fotokunst[15]
- Ausstellung von Werken McBrides im Kunsthaus Kaufbeuren (Dezember 2007 bis Februar 2008)[16]
- 31. Oktober 2014 bis 16. Januar 2015: Ich war verliebt in diese Stadt in der C/O Berlin-Galerie[17]
- 11. März bis 24. April 2015: Salem Suite – Photographies de 1963 in der Galerie Au Bonheur du Jour in Paris[18]
- 17. April bis 19. Juni 2016 Ein sensibler Realist im KuK – Kunst- und Kulturzentrum Monschau[19]
- 1. März bis 1. Juni 2025: Will McBride – Die Berliner Jahre. Blackbox #15 im Bröhan-Museum, Berlin[20]

### Gruppenausstellungen (Auswahl)
- 2009: Nude Visions. 150 Jahre Körperbilder in der Fotografie. Münchner Stadtmuseum/Sammlung Fotografie, München
- 2010: Eros und Stasi. Ostdeutsche Fotografie Sammlung Gabriele Koenig. Ludwig Forum für Internationale Kunst, Aachen

## Publikationen
- 1958: mit Lynn Millar: Berlin und die Berliner von Amerikanern gesehen. 60 Aufnahmen von Lynn Millar. 27 Aufnahmen von Will McBride. Rembrandt-Verlag, Berlin.
- 1965: Adenauer, ein Portrait. Joseph Keller Verlag, Starnberg.
- 1970: mit Martin Goldstein: Lexikon der Sexualität – 400-mal Auskunft, Antwort und Beschreibung. Mit ca. 112 Fotos auf Tafeln und im Text, 224 Seiten. Jugenddienst-Verlag, Wuppertal-Barmen.
- 1972: Martin Goldstein, Will McBride: Lexikon der Sexualaufklärung. Fischer-Taschenbuch-Verlag, Frankfurt am Main 1972.
- 1974: Zeig mal! Ein Bilderbuch für Kinder und Eltern. Vorwort von Helmut Kentler. Jugenddienst-Verlag, Wuppertal, 1974, ISBN 978-3-7795-7318-0.
- 1975: Show Me! A Picture Book of Sex for Children and Parents. St Martins Press, ISBN 0-312-72275-3 (Englische Ausgabe von Zeig mal!)
- 1979: Knips. Berliner Bilder aus den 50er Jahren. Berlin, ISBN 3-7925-0264-X.
- 1979: Das Vater Unser. Jugenddienst Verlag, Wuppertal, ISBN 3-7795-7332-6.
- 1982: Siddhartha. 130 Seiten. SWAN, Kehl, ISBN 3-88230-502-9.
- 1983: Foto-Tagebuch 1953–1961. 175 Seiten. ISBN 3-88725-085-0.
- 1985: Will McBride, Uwe Seidel: Das Hohe Lied. Liebesgedichte übertragen aus dem alten Testament. Burckhardthaus-Laetare Verlag, Offenbach, ISBN 3-7664-9204-7.
- 1986: Boys. 117 Seiten. Verlag C. J. Bucher, München, ISBN 3-7658-0520-3.
- 1988: Zeig Mal Mehr. Beltz, Weinheim / Basel 1988, ISBN 3-407-85089-1.
- 1988: „R“ Gedichte und Briefe Richard Geldmacher, Fotografien Will McBride, ISBN 3-9802000-0-0
- 1992: Will McBride. 40 Jahre Fotografie. 192 Seiten. Schaffhausen, ISBN 3-908162-02-5. (Katalog des Frankfurter Kunstvereins u. a.)
- 1994: My Sixties. (Text auf Englisch, deutsch und französisch). 80 Seiten. Verlag Taschen, ISBN 3-8228-9452-4.
- 1998: I, Will McBride. 460 Seiten. Verlag Könemann, ISBN 3-89508-452-2.
- 1999: Coming of Age. 112 Seiten. Aperture, ISBN 0-89381-853-4.
- 2000: Situationen – Projekte. Ein Fotobuch. 63 Seiten. Rimbaud-Verlagsgesellschaft, Aachen, ISBN 3-89086-956-4.
- 2002: Romy. 160 Seiten. Knesebeck, Berlin, ISBN 3-89660-142-3.
- 2003: Mein Italien. 232 Seiten. Knesebeck, Berlin, ISBN 3-89660-111-3.
- 2005: In Focus American Photo, Ed Hirsch.
- 2013: Berlin im Aufbruch. Fotografien 1956–1963. Lehmstedt, Leipzig 2013, ISBN 978-3-942473-67-5.

## Zitate
„Was ich nicht fühle, kann ich nicht fotografieren.“

„Wenn ein Junge meinen Weg kreuzt, bleibe ich stehen, all meine Aufmerksamkeit ist auf das gerichtet, was er tut. Ich schaue und schaue, nach Lebenszeichen suchend, und werde nie enttäuscht, denn das Leben zeigt sich nirgends offensichtlicher als in einem Jungen. Der Junge macht mich verrückt, weil ich nicht mehr so bin wie er. Das Leben hat Gewalt über mich, über den Jungen in mir, und macht ihn alt und kraftlos. Ein Meisterfotograf, das bin ich, obwohl eigentlich nur ein Amateur.“